# Schildpatt

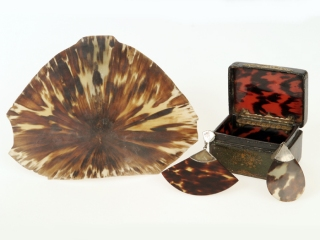
Ein Stück Schildpatt und daraus hergestellter Schmuck

Schildpatt (auch Bissa, Schildkrot, von nordd./niederl. Schildpadde für Schildkröte) ist ein biogenes Material, das aus den flachen Hornschuppen (Scuta) des Rückenschildes (Carapax) von drei Arten von Meeresschildkröten gewonnen werden kann.

## Herkunft
Die Zeichnung und damit die Qualität des Schildpatts hängen von der Schildkrötenart und der geographischen Herkunft der Tiere ab. Hellgelbes Schildpatt mit einer braunen bis schwarzen Zeichnung kommt zum Beispiel vorwiegend aus Ostindien. Helles rotbraunes Schildpatt mit einer dunklen rotbraunen Zeichnung stammt dagegen von der ägyptischen Schildkröte. Amerikanisches Schildpatt ist meist rot-fleckig. Einfarbige helle Platten (blindes Schildpatt) sind dagegen eine Rarität.
Der Carapax der ihres Fleisches wegen gejagten Suppenschildkröte (Chelonia mydas) wurde wegen seiner geringen Dicke nur für die Herstellung von Laternen verwendet. Die Unechte Karettschildkröte (Caretta caretta) und die Echte Karettschildkröte (Eretmochelys imbricata) haben dagegen Hornplatten, die klar durchscheinend und buntfarbig (gelb, rot, braun, schwarz) geflammt oder gewölkt sind. Deshalb wurden sie lediglich ihres Schildpatts wegen gefangen.
Schildpatt (ba-sig4) wurde bereits unter den Königen von Larsa aus dem Persischen Golf importiert. Der Brief UET V 678 aus Ur erwähnt 30 Stücke ba-sig4.
Auch die alten Ägypter verwendeten Schildpatt, Gegenstände aus Schildpatt wurden auch in nubischen Gräbern gefunden.
Im 18. und 19. Jahrhundert wurde Schildpatt vorwiegend von den Bahamas, den Antillen, den Kapverdischen Inseln und aus Guyana nach Europa importiert. Die holländische Handelskompanie importierte Schildpatt aus Westindien und den Molukken und Spanien meist von den Malabarinseln.
Weitere Vorkommen fand man zu der Zeit in Madagaskar, China, Neuguinea und dem Bismarckarchipel.
Das Schildpatt wurde noch in den Herkunftsregionen gewonnen und nach Europa verschifft. Dabei konnten ganze Schiffsladungen durch Wurmbefall vernichtet werden, da dieser von den langen Transportwegen und fehlender Luftzufuhr bzw. -zirkulation stark begünstigt wurde. In den europäischen Häfen – wie z. B. Marseille, Amsterdam und Hamburg – wurde das Schildpatt dann pfundweise an Händler und Kunsthandwerker verkauft.
Im Jahre 1784 kostete ein Pfund Schildpatt in Amsterdam 6 bis 15 Gulden.
1895 wurden in Hamburg 9305 kg Schildpatt im Wert von 350.000 Mark verkauft.

## Gewinnung
Vom Schildkrötenpanzer verwendete man nur den Rückenschild, der aus zwölf um eine sechseckige Mittelpatte angeordneten Tafeln besteht. Um das begehrte Material von den Schildkrötenpanzern zu lösen, wird Wärme benötigt. Schriften aus dem 16. bis 20. Jahrhundert kann entnommen werden, dass dazu die lebenden Tiere in kochendes Wasser gelegt oder über ein Feuer gehalten wurden. Das Schildpatt erweichte unter diesem Wärmeeinfluss und konnte so mit Hilfe eines Messers vom Panzer abgelöst werden.
Im 18. Jh. wurde das Fleisch der Schildkröten als wenig schmackhaft angesehen. Da die europäischen Jäger außerdem glaubten, dass das Schildpatt nachwachsen würde, wurde das Tier, wenn es die Ablöseprozedur überlebte, wieder freigelassen. Tatsächlich findet sich in Grzimeks Tierleben, dass sich bei recht jungen Tieren der Panzer annähernd wieder nachbilden könne.
Man erhält von einer ca. 75 kg schweren Karettschildkröte eine brauchbare Schildpattausbeute von ca. 2,5 kg.

## Verarbeitung und Verwendung

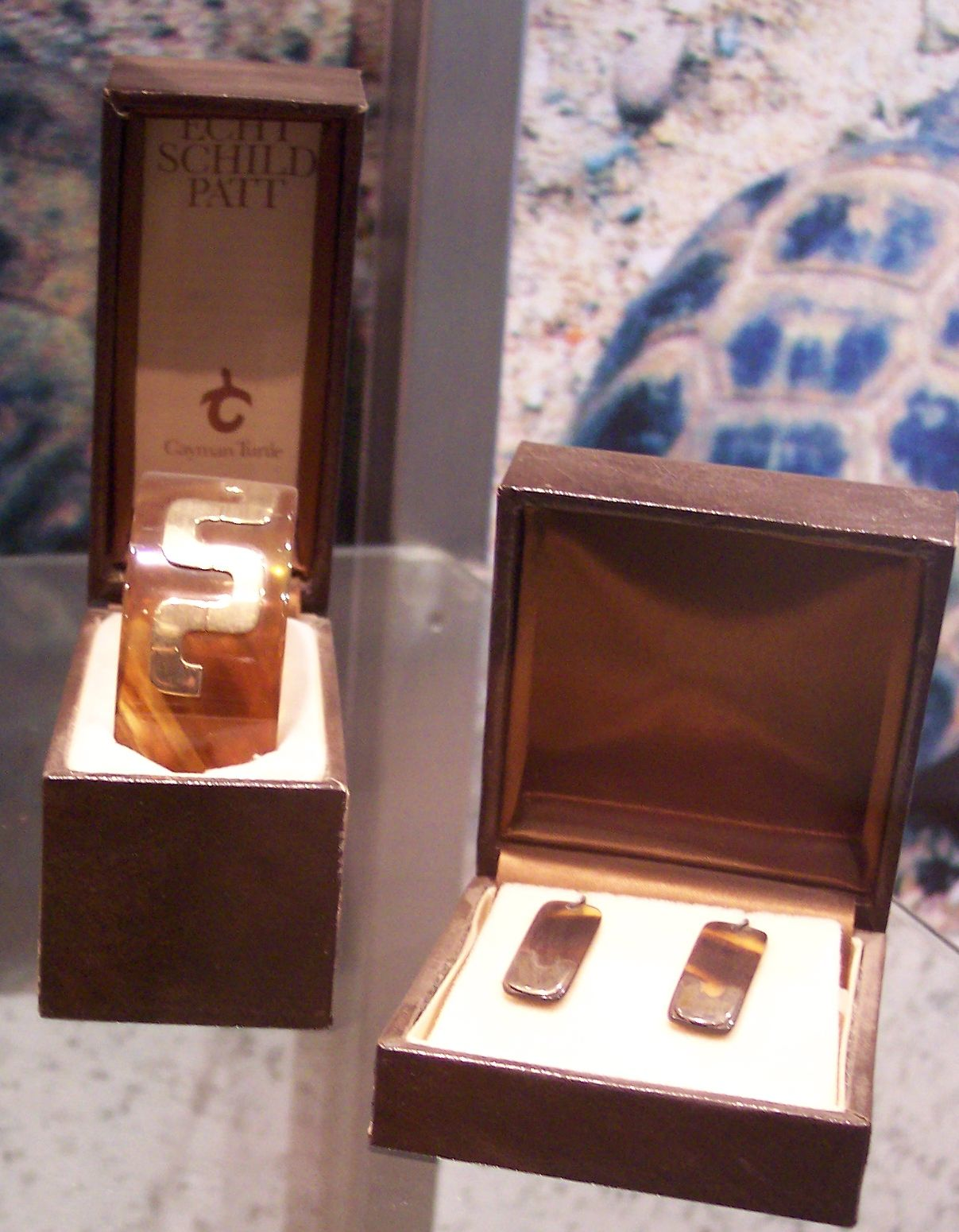
Armring und Ohranhänger aus Schildpatt

Das Schildpatt ist dem Horn sehr ähnlich und besteht wie dieses zum größten Teil aus Keratin.
Die thermischen Eigenschaften des Schildpatts machen dabei eine Verarbeitung überhaupt erst möglich. Ist es in kaltem Zustand noch hart und spröde (die Härte nach Mohs beträgt etwa 2,5), so wird es durch Erwärmen elastisch und formbar. Wird es jedoch zu großer Hitze ausgesetzt verliert es unter Umständen seine Transparenz.
Ein typischer Verarbeitungsvorgang sieht zunächst das Planieren der Schildplatten vor. Die Platten werden dabei in siedendem Wasser so lange erhitzt, bis sie sich durch ihr eigenes Gewicht verformen. Nach dem Erweichen werden die Platten gepresst, dürfen dabei aber nicht zu schnell abkühlen. Aus diesem Grund wurden Säcke mit heißem Sand oder vorgewärmte Metallplatten für den Pressvorgang verwendet. Anschließend lässt man die Platten unter Druck erkalten.
Die so vorbereiteten Platten müssen dann egalisiert, d. h. auf eine einheitliche Stärke gebracht, werden. So kann die Transparenz des Schildpatts herausgearbeitet werden.
Werden größere Stücke Schildpatts benötigt, so können einzelne Platten mit Hilfe einer Kombination aus Hitze und Druck miteinander verschweißt werden.
Mit Hilfe von erwärmten Metallformen kann das ebenfalls vorher erwärmte Schildpatt in unterschiedliche Formen gebracht werden. Nachdem es in den Formen erkaltet ist, behält es seine neue Form bei.
Nach der Bearbeitung des Schildpatts werden die einzelnen Stücke auf einen Träger aus Holz aufgeleimt. Häufig wird dabei die Transparenz des Materials ausgenutzt und das Schildpatt mit farbigem Papier hinterlegt. Dies hatte, neben der Verstärkung des Farbeindrucks, den Vorteil, dass die Maserung des Holzes nicht durchscheint und die Musterung des Schildpatts besser zu erkennen ist.

## Bedrohung der Meeresschildkröten und Artenschutz
Die Jagd auf Meeresschildkröten wegen ihres Schildpatts war neben dem Ertrinken vieler Tiere als Beifang in Fischernetzen und der Zerstörung des Lebensraums durch Verbauung von Küstenabschnitten maßgeblich für den Bestandseinbruch bei einigen Schildkrötenarten verantwortlich. Durch das Washingtoner Artenschutzübereinkommen von 1973 (von der Bundesrepublik 1976 ratifiziert) wurden daher die betroffenen Arten unter strengen Schutz gestellt und der Handel mit Schildpatt verboten. Dennoch finden sich Artikel aus Schildpatt weiterhin in einigen touristischen Regionen als Souvenirs. Die Einfuhr nach Deutschland ist verboten und mit Strafe bedroht.
Eine andere Form des Artenschutzes ist die Verwendung von Ersatzstoffen. Nachahmungen von Schildpatt wurden früher, bereits kurz nachdem dieses in Mode kam, hergestellt, indem man auf weißem Horn, Knochenleim und sogar Elfenbein durch Beizen ähnliche Farben und Zeichnungen hervorbringt.
Als das Zelluloid entwickelt wurde, verwendete man es sowohl als Ersatzstoff für Elfenbein als auch für Schildpatt. Später wurde das Zelluloid durch das neuere Galalith und schließlich durch moderne Kunststoffe wie zum Beispiel das Rodoit (Celluloseacetat) abgelöst.